# Чемпионат России по плаванию на открытой воде 2018
Чемпионат России по плаванию на открытой воде 2018 года прошёл с 18 по 24 июня во всероссийском детском центре «Смена» (село Сукко, МО Анапа, Краснодарский край). Пловцы соревновались на семи дистанциях: 5 км, 10 км и 16 км у мужчин и женщин, смешанной эстафете 4 х 1250 метров. Также проходили соревнования для спортсменов 14 — 19 лет.

## Призёры

### Мужчины
| Дистанция           | Золото                                              | Золото    | Серебро                                             | Серебро   | Бронза                                           | Бронза    |
| ------------------- | --------------------------------------------------- | --------- | --------------------------------------------------- | --------- | ------------------------------------------------ | --------- |
| 5 км 39 участников  | Денис Адеев Волгоградская область-2                 | 55.16,8   | Кирилл Абросимов Московская обл. — Ярославская обл. | 55.18,3   | Сергей Большаков Удмуртия                        | 55.19,3   |
| 10 км 23 участника  | Кирилл Абросимов Московская обл. — Ярославская обл. | 1:56.37,6 | Евгений Дратцев Московская обл. — Ярославская обл.  | 1:56.40,1 | Кирилл Беляев Московская обл. — Ярославская обл. | 1:56.46,9 |
| 16 км 26 участников | Антон Евсиков Волгоградская область-2               | 3:18.41,2 | Евгений Дратцев Московская обл. — Ярославская обл.  | 3:18.43,0 | Кирилл Беляев Московская обл. — Ярославская обл. | 3:19.35,8 |

### Женщины
| Дистанция         | Золото                                                | Золото     | Серебро                                | Серебро    | Бронза                                | Бронза     |
| ----------------- | ----------------------------------------------------- | ---------- | -------------------------------------- | ---------- | ------------------------------------- | ---------- |
| 5 км 19 участниц  | Анастасия Крапивина Московская обл. — Липецкая обл.-1 | 1:01.57,46 | Мария Новикова Волгоградская область-2 | 1:02.05,66 | Дарья Кулик ХМАО — Югра               | 1:02.11,78 |
| 10 км 18 участниц | Анастасия Крапивина Московская обл. — Липецкая обл.-1 | 2:11.56,4  | Мария Новикова Волгоградская область-2 | 2:12.22,1  | Софья Колесникова Челябинская область | 2:12.28,4  |
| 16 км 17 участниц | Анастасия Крапивина Московская обл. — Липецкая обл.-1 | 3:39.36,9  | Ольга Козыдуб ХМАО — Югра              | 3:39.27,8  | Дарья Кулик ХМАО — Югра               | 3:39.29,4  |

### Смешанные соревнования
| Дистанция                    | Золото | Золото  | Серебро | Серебро | Бронза | Бронза  |
| ---------------------------- | --- | ------- | --- | ------- | --- | ------- |
| Эстафета 4 х 1250 м 8 команд | ХМАО — Югра Дарья Кулик (15.07,00) Ярослав Потапов (14.04,12) Ольга Козыдуб (15.29,50) Илья Дружинин (13.51,11) | 58.31,7 | Волгоградская область-2 Мария Новикова (15.05,28) Антон Евсиков (14.07,60) Анна Манкевич (15.45,86) Денис Адеев (13.44,96) | 58.43,7 | Московская область Анастасия Крапивина (15.03,59) Валерия Ермакова (16.11,76) Кирилл Беляев (14.03,40) Кирилл Абросимов (13.34,06) | 58.52,8 |

## Командный зачёт
1. Волгоградская область-2 — 235
2. ХМАО-Югра — 196
3. Московская область — 184,6
4. Тульская область-1 — 183
5. Липецкая область-1 — 179,2
6. Ярославская область — 97,2
7. Республика Удмуртия — 72
8. Тульская область-2 — 54
9. Липецкая область-2 — 26
10. Пермский край — 26
11. Челябинская область — 18
12. Республика Коми — 16
13. Тюменская область — 10
14. Волгоградская область-1 — 7